# Beno Udrih
Beno Udrih (* 5. Juli 1982 in Celje, SR Slowenien, Jugoslawien) ist ein slowenischer Basketballtrainer und ehemaliger -spieler. Er bestritt 17 Länderspiele für Slowenien sowie 831 Spiele in der nordamerikanischen NBA und gewann mit den San Antonio Spurs 2005 und 2007 den Meistertitel.

## Spielerkarriere

### Europa
Udrih gab 1997/98 sein professionelles Debüt in der zweiten slowenischen Liga bei KK Savinjski Hopsi Polzela. 1999/00 wechselte er in die höchste slowenische Klasse zu Olimpija Ljubljana und wurde zum slowenischen Rookie des Jahres 2000 gewählt. Für Ljubljana spielte er bis 2002. In der Saison 2002/03 stand er in Israel bei Maccabi Tel Aviv unter Vertrag. 2003/04 spielte er für Awtodor Saratow in der Superleague Russland und für Breil Mailand in Italiens Serie A.

### NBA
Im NBA Draft 2004 wurde Udrih an 28. Stelle von den San Antonio Spurs ausgewählt. Am 14. Juli 2004 unterzeichnete er einen Dreijahresvertrag bei den Texanern. 2005 spielte er für die Rookies in der Rookie Challenge beim NBA-All-Star-Game-Wochenende. In den Saisons 2004/05 und 2006/07 gewann er mit den Spurs jeweils die NBA-Meisterschaft. In insgesamt 207 Saisonspielen (Hauptrunde) für die Mannschaft aus San Antonio erzielte er durchschnittlich 5,2 Punkte und 1,8 Assists in 13 Minuten Einsatzzeit je Begegnung.
Im Oktober 2007 wurde Udrih von den Spurs an die Minnesota Timberwolves im Tausch für einen Zweitrunden-Draftpick von 2008 abgegeben. Allerdings wurde Udrih sofort wieder von Minnesota entlassen. Schon am 1. November 2007 fand Udrih einen neuen Verein für die Saison 2007/08. Die Sacramento Kings benötigten einen Point Guard, da Mike Bibby verletzungsbedingt ausfiel. Udrih verpasste die ersten Saisonspiele aufgrund einer Verletzung, die er sich schon in der Vorbereitung bei den San Antonio Spurs zugezogen hatte. Am 10. November 2007 gab er dann sein Debüt für die Sacramento Kings. Im Spiel gegen die Timberwolves erzielte er 9 Punkte und 5 Rebounds in 26 Minuten. Am 26. November 2007 führte Udrih Sacramento zu einem Sieg gegen seinen früheren Arbeitgeber. Er erzielte eine Karrierebestleistung von 27 Punkten und verteilte 5 Korbvorlagen gegen die San Antonio Spurs. Udrih traf 8 von 12 Würfen aus dem Feld und verwandelte alle 9 Freiwürfe.
Im Juni 2011 wurde Udrih im Rahmen eines Tauschgeschäfts zwischen drei zu den Milwaukee Bucks transferiert. Bis Februar 2013 spielte Udrih für die Bucks und wurde kurz vor Ende der Wechselfrist von den Bucks zu den Orlando Magic transferiert. Zur Saison 2013/14 wechselte er als Free Agent zu den New York Knicks. Aufgrund von schwachen Leistungen wurde Udrih von den Knicks im Februar 2014 vorzeitig aus seinem Vertrag entlassen.

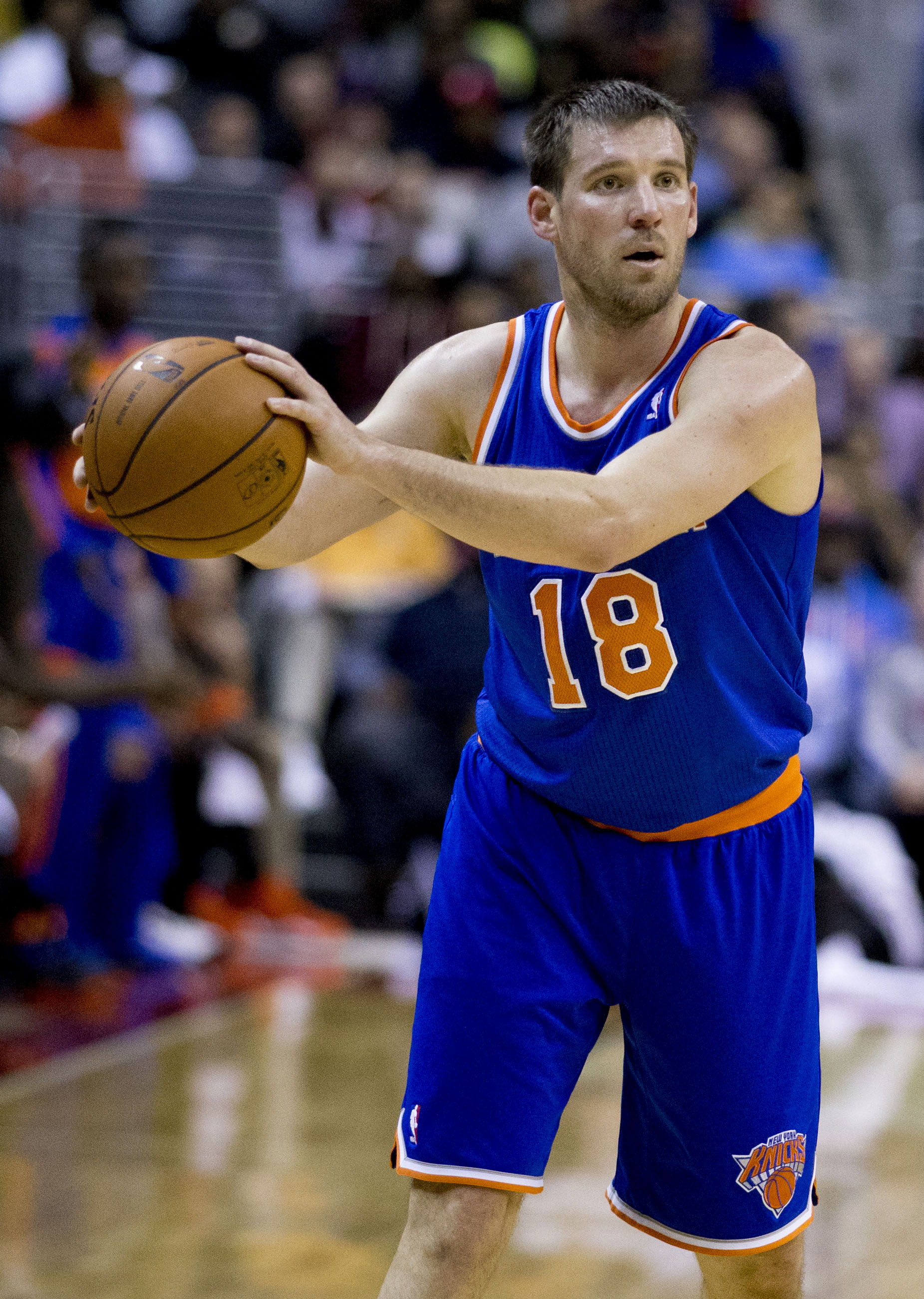
Udrih im Trikot der New York Knicks im Jahr 2013

Von Ende Februar 2014 bis November 2015 stand Udrih bei den Memphis Grizzlies unter Vertrag, ehe er zu den Miami Heat transferiert wurde. Es folgten Engagements bei den Detroit Pistons und Žalgiris Kaunas in Litauen. Ende November 2021 gab er mehr als drei Jahre nach seinem letzten Einsatz als Berufsbasketballspieler das Ende seiner Laufbahn bekannt. Zu diesem Zeitpunkt war er bereits (seit November 2020) Mitglied des Trainerstabs der New Orleans Pelicans und dort für die Weiterentwicklung der Spieler verantwortlich. Zuvor war er im Spieljahr 2019/20 Assistenztrainer bei den Westchester Knicks.

### Nationalmannschaft
Udrih war Mitglied der slowenischen Basketballnationalmannschaft. Mit dieser nahm er unter anderem an den Basketball-Europameisterschaften 2001, 2003 und 2005, sowie an der Basketball-Weltmeisterschaft 2006 in Japan teil.